# Die Hündin (1931)
Die Hündin (Originaltitel: La Chienne) ist der zweite Tonfilm des französischen Filmregisseurs Jean Renoir aus dem Jahr 1931. Michel Simon ist in der Hauptrolle besetzt. Der Film geht auf den Roman La Chienne von Georges de La Fouchardière aus dem Jahre 1929 zurück sowie auf das auf diesem Roman basierende Theaterstück von André Mouëzy-Éon aus dem Jahre 1930.

## Handlung
Maurice Legrand ist 42 Jahre alt, unglücklich verheiratet und malt leidenschaftlich gerne. Als er eines Nachts nach einer Feier unter Kollegen zu seiner herrischen Gattin zurückkehren will, trifft er auf die Prostituierte Lucienne und ihren Zuhälter Dédé, der sie verprügelt. Maurice geht dazwischen und verliebt sich bei dieser Gelegenheit in die junge Frau. Er macht ihr Geschenke und versucht, sie zu verführen, sie lehnt ihn jedoch ab, da sie ihn zum einen zu alt findet und zudem in ihren Zuhälter Dédé verliebt ist, ungeachtet der Tatsache, dass dieser sie schlägt und ihre Gefühle ignoriert.
Eines Tages hat der hoch verschuldete Dédé die Idee, Maurices Bilder unter falschem Namen weiterzuverkaufen und Lucienne als die Künstlerin auszugeben. Währenddessen trifft Maurice auf den im Krieg verschollen geglaubten ersten Ehemann seiner Frau, den Ex-Feldwebel Godard. Er schafft es, ihn auszutricksen, bringt ihn mit seiner Frau zusammen und glaubt sich nun in Freiheit. Als er sodann zu Lucienne eilt, entdeckt er diese mit Dédé, der prompt flieht. Als seine Angebetete ihn abweist und erniedrigt, gerät Maurice in Rage und ersticht die Prostituierte. Später kehrt Dédé zurück und flieht entsetzt, als er die Leiche Luciennes entdeckt. Weil ihn die Concierge des Hauses dabei beobachtet und erkennt, wird er später von der Polizei gefasst und als Mörder zum Tode verurteilt.
Maurice, vom schlechten Gewissen geplagt und nun komplett allein, wird von seinem Chef gefeuert, da er, um seine Ausgaben für Lucienne zu finanzieren, Geld aus der Kasse gestohlen hatte. Der Epilog zeigt einen alten und verwahrlosten Maurice, der auf einen anderen Clochard trifft, in dem er den inzwischen ebenso alten Godard wiedererkennt. Während beide plaudern, wird nebenan das Selbstporträt des ehemaligen Hobbymalers aus einer Galerie in ein nobles Auto getragen. Maurice eilt zu dem Auto, um die Wagentür aufzuhalten. Das Trinkgeld jagt Godard ihm ab. Beide lachen, und Maurice und sein alter Bekannter bejahen, wie schön das Leben doch sei.

## Kritiken
Anlässlich der DVD-Veröffentlichung der restaurierten Fassung des Films im Rahmen der Criterion Collection im Jahre 2016 nennt Richard Brody Die Hündin in seiner Besprechung im New Yorker „ein grimmiges, bitter-ironisches Drama,  eine diabolische Satire auf die bürgerliche Scheinheiligkeit“. Weiter heißt es dort: „Obschon er bereits in der Stummfilmzeit begann, erlangte Renoir seine Bestimmung als Filmemacher erst mit dem Aufkommen des Tonfilms; […] ‚Die Hündin’ ist sowohl sein erster großer Film als auch der Beginn einer Karriere von immer gewagteren Verbindungen von Dokumentarismus und Theater, von immer trotzigeren moralischen und amoralischen Provokationen, die […] dem Zuschauer seine eigene Verdorbenheit und Falschheit entgegenschleudern.“

„Eine satirische Auseinandersetzung mit den Konventionen, Traditionen und der Moral ihrer Entstehungszeit, manchmal zynisch und die Grenze zur Karikatur überschreitend. In Milieuzeichnung und Darstellung hervorragend.“